# Bohdanovce
Bohdanovce (Hongaars: Garbócbogdány) is een Slowaakse gemeente in de regio Košice, en maakt deel uit van het district Košice-okolie.
Bohdanovce telt 1.026 inwoners.